# Чиребонський корабель
Чиребонський корабель (індонез. Bangkai kapal Cirebon) — корабель, збудований в Південно-Східній Азії в кінці IX—X столітті і виявлений в 2003 році в Яванському морі біля міста Чиребон на острові Ява, Індонезія. Затонулий корабель перевозив велику кількість китайського посуду Юе і є важливим морським археологічним доказом торговельної діяльності морської гілки шовкового шляху в Південно-Східній Азії.

## Відкриття і порятунок
У 2003 році місцеві рибалки в Яванському морі знайшли у своїх сітях стародавню китайську кераміку. Керамічні вироби були знайдені на глибині приблизно 54 метри за 100 км від міста Чиребон в Західній Яві. В 2004—2006 роках приватною компанією залишки корабля та його вантажу було врятовао і піднято на берегі. Було знайдено близько 250 000 артефактів, 65 % з яких складалися з китайської кераміки, датованої періодом П'яти династій імперського Китаю X століття, а також кераміки з інших частин Азії. 10 % становили близькосхідні та індійські скляні вироби та дорогоцінні камені, а решта складалася зі зливків заліза та інших металів.

## Корабель
Дослідники ідентифікували затонулий корабель як західно-австронезійське судно, що мало приблизно 30 метрів завдовжки і, ймовірно, було побудовано в районі Малаккської протоки. Сліди ремонтних робіт, виявлених на залишках корпусу, свідчить про те, що перед тим як затонути, судно тривалий час перебувало у використанні. Місце затоплення судна лежить на прямому шляху від протоки Бангка на півдні Суматри до району навколо сучасного Семаранга на острові Ява. Порядок розміщення вантажу на судні вказує на те, що більшість вантажу з кераміки було завантажено на борт у портах Південного Китаю, найімовірніше, в місті Гуанчжоу, яке на той час перебувало у складі держави Південна Хань, одного з Десяти Південних Королівств періода П'яти Династій, який на той час добігав свого кінця. Керамічні вироби з Малайського перешийка (перешийок Кра), знайдені у верхніх шарах вантажу, вказують на те, що на свойому шляху судно робило зупинку в цьому регіоні. Близькосхідні скляні вироби, напівдорогоцінне каміння та малайське олово були додані на зупинці в одному з південних портів Суматри імперії Шривіджая. Аналіз китайських монет у вантажі дозволяє точно визначити дату кораблетрощі приблизно 970 роком нашої ери.

## Розпродаж знахідок
У 2006 році врятовані артефакти були виставлені на аукціон, після чого отримані від продажу сумми були розділені між урядом Індонезії і компанією, що займалась порятунком в пропорції 50/50. Враховуючи важливість цієї знахідки для вивчення економіки та історії торгівлі, а також морської археології, експерти, історики та археологи закликали уряд Індонезії зберегти більшу частину вмісту затонулого корабля недоторканим. Уряд країни вирішив залишити в колекції індонезійських музеїв 10% із 76 000 знайдених артефактів.